# Vésanie
La vésanie désigne un désordre mental, un affaiblissement psychique. Ce terme, introduit en 1777 par William Cullen, fut repris par le  médecin aliéniste Philippe Pinel, qui l'employait pour désigner les « égarements de l'esprit non fébriles », c'est-à-dire les désordres mentaux non organiques. Le terme fut remplacé en 1850 par celui de psychose, mais fut encore employé pour désigner des psychoses de longue durée avec affaiblissement psychique, en particulier dans l'expression "démence vésanique". Le terme provient du latin vesanus, « insensé ». Il figure encore dans le "Larousse universel" en deux volumes de 1948.